# 1114 (アルバム)
『1114』（イレブンフォーティーン）は、2019年5月15日にrhythm zoneから発売された、EXILE SHOKICHIの2枚目のオリジナルアルバム。

## 概要
前作『THE FUTURE』から約3年振りのアルバム。初回生産限定盤「CD+DVD」、「CD+Blu-ray Disc」、通常盤「CD+DVD」、「CD+Blu-ray Disc」、「CDのみ」5種類で発売。初回生産限定盤には映像ディスク＋フォトブック同梱し、さらに映像ディスクにMusic Videoに加え、本作制作から初のソロ全国アリーナツアーEXILE SHOKICHI LIVE TOUR 2019 "UNDERDOGG"に懸けるSHOKICHIを追ったドキュメント映像「STORY OF 1114」を収録。オフィシャルファンクラブ&モバイルサイト限定特典はラジオ番組風にトークを収録した特典CD「RADIO STATION 1114MHz(特典CD)」。
「白夜」のSpecial Videoは2018年12月に発売したSHOKICHIの写真集『BYAKUYA』撮影時のオフショットとドキュメント映像。
「マボロシ」が2019年5月8日レコチョクに先行配信。
本作はSHOKICHIが全曲作詞・作曲を手掛けた。アルバムの全体的なコンセプトはソロツアーをイメージして作っていった。

### タイトルについて
タイトル「1114」は、2016年4月27日にリリースした前作ファースト・ソロ・アルバム『THE FUTURE』からの日数を冠したもの。 意味は「前作のアルバムから1114日経った、これだけの日数の音楽が積み重なって生まれた」。

### デザイン
ジャケット写真は、石膏で型をとったSHOKICHI本人の顔をデザインしたもの。右手で右目を覆い隠し、左目はプロビデンスの目(神の全能の目)と言う。本人曰く「未来を見据える目。今の自分を残したい、今の自分はまだずっと未来を見つめている」。
このジャケットのメッセージは「いろんな音楽のジャンルのプラグに繋がれた自分が右目を隠して、左目で未来を見据えている」。

### 楽曲について
- 1曲目「1114 Miracles」と2曲目「マボロシ」
ひとつのストーリーのように繋がっていた。本人曰く「これまでの軌跡や今の心境をリアルに落とし込んでいる。」[11]。
- 3曲目「サイケデリックロマンス feat. SALU」
3枚目配信シングル。SALUの楽曲「Good Vibes Only feat.JP THE WAVY,EXILE SHOKICHI」のようなハッピーなサマーチューンをイメージして制作された楽曲[13]。
- 4曲目「Ooo!」
もともとはEXILEの曲「STEP UP」を作るためにプロデューサーチームThe Stereotypes集まりました。ただ、その曲の制作が少し早く終わったので、余った1時間で制作した。曲は15分ぐらいで作った[14]、間奏の音はギターの音てはなく、SHOKICHI自身がスキャットした声をギターの音色に加工したもの[15]。
- 5曲目「Underdog」
5枚目シングルの表題曲、バンド感あふれるロックテイストポジティブソング[16]。“Underdog“は“負け犬”と言うイメージで使っているけど、実は“叩き上げ”とか“成り上がり”要するに、“ストリート出身”という意味もある[17]。
- 6曲目「プラトニック・ラブ」
6枚目シングルのカップリング曲。political（＝政治的）な詞に挑戦したの楽曲[14]。
- 7曲目「白夜」
写真集『BYAKUYA』のために書き下ろした楽曲[18]J-POPとR&Bがミックスされて、J-R&Bのおいしいところ取りみたいな感じていた作品[19]。
- 8曲目「Midnight Traffic」
「夜の渋滞にかけて進まないもどかしい恋」ダブルミーニングの楽曲[20]。トラックは3年前に作ったもの[19]。歌詞はSHOKICHIが仕事帰りの車で渋滞にはまってしまった時に思いついた[21]。
- 9曲目「Futen Boyz」
6枚目シングルの表題曲。 映画『DTC – 湯けむり純情篇- from HIGH＆LOW』のために書き下ろした楽曲[22]。
楽曲のサウンドは50年代のロカビリー・ロックンロールのイメージがある[22]、映画『クライ・ベイビー』やエルヴィス・プレスリーの「監獄ロック」を参照した[23]。
- 10曲目「Bad Speed Play」
テックハウスのジャンルに挑戦した作品[21]。
- 11曲目「君に会うために僕は生まれてきたんだ」
2枚目配信シングル。2枚目シングルの表題曲「The One」を作ったメンバーと一緒に作った作品、シンプルに作れたバースデーソング[24]。

## メディアでの使用
サイケデリックロマンス feat. SALU
テレビ朝日系『お願い!ランキング』2019年5月度エンディングテーマ
Underdog
テレビ朝日系『お願い!ランキング』2018年5月度エンディングテーマ
ムービーコミック「バトルスタディーズ 」主題歌
北海道マラソン2019 オフィシャルソング
Futen Boyz
映画『DTC – 湯けむり純情篇- from HIGH＆LOW』のオープニングテーマ

## 収録曲
| #         | タイトル                               | 作詞                                                                                      | 作曲                                                                                      | 時間  |
| --------- | -------------------------------------- | ----------------------------------------------------------------------------------------- | ----------------------------------------------------------------------------------------- | ----- |
| 1.        | 「1114 Miracles」                      | SHOKICHI                                                                                  | SHOKICHI、Andrew Eagle、Ben Mantis                                                        | 3:14  |
| 2.        | 「マボロシ」                           | SHOKICHI、JAY'ED、P-CHO                                                                   | SKY BEATZ、SHOKICHI、JAY'ED、P-CHO                                                        | 3:42  |
| 3.        | 「サイケデリックロマンス feat. SALU」  | SHOKICHI、SALU、TOMA                                                                      | Ava1anche、SHOKICHI、SALU、TOMA                                                           | 3:41  |
| 4.        | 「Ooo!」                               | Jonathan Yip、Ray Romulus、Jeremy Reeves、Ray Charles McCullough II、August Rig、SHOKICHI | Jonathan Yip、Ray Romulus、Jeremy Reeves、Ray Charles McCullough II、August Rig、SHOKICHI | 3:00  |
| 5.        | 「Underdog」                           | SHOKICHI                                                                                  | UTA、Hi-yunk、SHOKICHI                                                                    | 3:23  |
| 6.        | 「プラトニック・ラブ」                 | SHOKICHI、TOMA、D&H                                                                       | SHOKICHI、TOMA、D&H                                                                       | 4:04  |
| 7.        | 「白夜」                               | SHOKICHI、TOMA、UTA                                                                       |                                                                                           | 3:09  |
| 8.        | 「Midnight Traffic」                   | SHOKICHI                                                                                  | SHOKICHI、T-SK、SIRIUS、BIG-F                                                             | 4:16  |
| 9.        | 「Futen Boyz」                         | SHOKICHI                                                                                  | SKY BEATZ、CHRIS HOPE、SHOKICHI                                                           | 3:05  |
| 10.       | 「Bad Speed Play」                     | SHOKICHI                                                                                  | NAKKID、SHOKICHI                                                                          | 2:44  |
| 11.       | 「君に会うために僕は生まれてきたんだ」 | SHOKICHI                                                                                  | SUNNY BOY、SHOKICHI                                                                       | 4:47  |
| 合計時間: | 合計時間:                              | 合計時間:                                                                                 | 合計時間:                                                                                 | 39:05 |

| #  | タイトル                                                 | 作詞 | 作曲・編曲 | 監督                        |
| -- | -------------------------------------------------------- | ---- | ---------- | --------------------------- |
| 1. | 「Underdog」(Music Video)                                |      |            | 大橋尚広(HAVIT ART STUDIO） |
| 2. | 「Futen Boyz」(Music Video)                              |      |            | 二宮“NINO”大輔              |
| 3. | 「君に会うために僕は生まれてきたんだ」(Music Video)      |      |            | 須永秀明                    |
| 4. | 「サイケデリックロマンス feat. SALU」(Music Video)       |      |            | tatsuaki                    |
| 5. | 「白夜（Special Video）」                                |      |            | 中村哲平                    |
| 6. | 「STORY OF 1114（約40分収録）」(初回生産限定盤 のみ収録) |      |            | Yu-ya HARA                  |